# A Walk Across the Rooftops
A Walk Across the Rooftops è il primo album del gruppo musicale scozzese The Blue Nile, pubblicato dall'etichetta discografica Linn (la A&M negli Stati Uniti) il 13 maggio 1984.
L'album, disponibile su long playing e musicassetta, fu prodotto dallo stesso gruppo. I brani sono interamente composti da Paul Buchanan e Robert Bell.
In seguito all'uscita del disco, furono pubblicati i singoli Tinseltown in the Rain e Stay.

## Tracce
Testi e musiche di Robert Bell e Paul Buchanan.
Lato A
1. A Walk Across the Rooftops – 4:56
2. Tinseltown in the Rain – 5:57
3. From Rags to Riches – 5:59

Lato B
1. Stay – 4:57
2. Easter Parade – 4:34
3. Heatwave – 6:28
4. Automobile Noise – 5:08

## Classifiche
| Classifica (1984) | Posizione massima |
| ----------------- | ----------------- |
| Regno Unito       | 80                |
| Nuova Zelanda     | 24                |